# Óxido de cobalto(II)
Óxido de cobalto(II) ou óxido cobaltoso apresenta-se como cristais verde oliva a vermelhos, ou pó acinzentado ou preto. Ele é usado extensivamente na indústria de cerâmica como um aditivo para criar esmaltes na cor azul como na indústria química para produzir sais de cobalto(II). CoO cristais adotam estrutura da magnésia (halita) com uma constante de retículo de 4.2615Å.
O óxido de cobalto(II,III) decompõe-se em óxido de cobalto(II) a 950 °C:
2 Co3O4 → 6 CoO + O2